# Elezioni regionali in Veneto del 1970
Le elezioni regionali in Veneto del 1970 si tennero il 7-8 giugno.

## Risultati elettorali
| Liste                                                    | Voti      | %     | Seggi |
| -------------------------------------------------------- | --------- | ----- | ----- |
| Democrazia Cristiana (DC)                                | 1.287.167 | 51,89 | 28    |
| Partito Comunista Italiano (PCI)                         | 417.204   | 16,82 | 9     |
| Partito Socialista Italiano (PSI)                        | 259.174   | 10,45 | 5     |
| Partito Socialista Unitario (PSU)                        | 189.246   | 7,63  | 3     |
| Partito Liberale Italiano (PLI)                          | 105.266   | 4,24  | 2     |
| Partito Socialista Italiano di Unità Proletaria (PSIUP)  | 86.030    | 3,47  | 1     |
| Movimento Sociale Italiano (MSI)                         | 81.369    | 3,28  | 1     |
| Partito Repubblicano Italiano (PRI)                      | 46.762    | 1,89  | 1     |
| Socialdemocrazia                                         | 4.329     | 0,17  | -     |
| Partito Democratico Italiano di Unità Monarchica (PDIUM) | 4.092     | 0,16  | -     |
| Totale                                                   | 2.480.639 |       | 50    |

| Riepilogo dei seggi | Riepilogo dei seggi | Riepilogo dei seggi | Riepilogo dei seggi | Riepilogo dei seggi | Riepilogo dei seggi | Riepilogo dei seggi |
| ------------------- | ------------------- | ------------------- | ------------------- | ------------------- | ------------------- | ------------------- |
|                     |                     |                     |                     |                     |                     |                     |
| PCI                 | 9                   | N/A                 |                     | PSIUP               | 1                   | N/A                 |
| PSI                 | 5                   | N/A                 |                     | PSU                 | 3                   | N/A                 |
| PRI                 | 1                   | N/A                 |                     | DC                  | 28                  | N/A                 |
| PLI                 | 2                   | N/A                 |                     | MSI                 | 1                   | N/A                 |

## Consiglieri eletti
| Collegio | Lista                                           | Eletto                    |
| -------- | ----------------------------------------------- | ------------------------- |
| Venezia  | Democrazia Cristiana                            | Marino Cortese            |
|          | Democrazia Cristiana                            | Vito Mario Orcalli        |
|          | Democrazia Cristiana                            | Luigi Tartari             |
|          | Democrazia Cristiana                            | Giancarlo Gambaro         |
|          | Partito Comunista Italiano                      | Pietro Cornaglia          |
|          | Partito Comunista Italiano                      | Enzo Corticelli           |
|          | Partito Comunista Italiano                      | Spartaco Marangoni        |
|          | Partito Socialista Italiano                     | Sergio Perulli            |
|          | Partito Socialista Unitario                     | Carlo Franchini           |
|          | Partito Socialista Italiano di Unità Proletaria | Tiberio Niero             |
|          | Partito Liberale Italiano                       | Luigi Marangoni           |
|          | Partito Repubblicano Italiano                   | Sergio Dalla Volta        |
| Belluno  | Democrazia Cristiana                            | Gaetano Costa             |
|          | Democrazia Cristiana                            | Adolfo Molinari           |
| Padova   | Democrazia Cristiana                            | Nello Beghin              |
|          | Democrazia Cristiana                            | Fabio Gasperini           |
|          | Democrazia Cristiana                            | Antonio Prezioso          |
|          | Democrazia Cristiana                            | Giancarlo Rampi           |
|          | Democrazia Cristiana                            | Adriano Zoccarato         |
|          | Partito Comunista Italiano                      | Rosetta Molinari          |
|          | Partito Comunista Italiano                      | Fulvio Palopoli           |
|          | Partito Socialista Italiano                     | Antonio Testa             |
|          | Partito Liberale Italiano                       | Giuseppe Greggio          |
| Rovigo   | Democrazia Cristiana                            | Giulio Fausto Veronese    |
|          | Partito Comunista Italiano                      | Walter Galasso            |
| Treviso  | Democrazia Cristiana                            | Pietro Feltrin            |
|          | Democrazia Cristiana                            | Mario Ulliana             |
|          | Democrazia Cristiana                            | Gino Sartor               |
|          | Democrazia Cristiana                            | Antonio Marta             |
|          | Democrazia Cristiana                            | Lino Nervo                |
|          | Partito Comunista Italiano                      | Renato Donazzon           |
|          | Partito Socialista Italiano                     | Franco Concas             |
|          | Partito Socialista Unitario                     | Fortunato Porrazzo        |
| Verona   | Democrazia Cristiana                            | Edoardo Battizzocco       |
|          | Democrazia Cristiana                            | Giovanni Battista Melotto |
|          | Democrazia Cristiana                            | Angelo Tomelleri          |
|          | Democrazia Cristiana                            | Pierino Nichele           |
|          | Democrazia Cristiana                            | Silvano Dompieri          |
|          | Partito Comunista Italiano                      | Floridio Soave            |
|          | Partito Socialista Italiano                     | Benito Pavoni             |
|          | Partito Socialista Unitario                     | Gabriele Fornaciari       |
|          | Movimento Sociale Italiano                      | Angelo Savoia             |
| Vicenza  | Democrazia Cristiana                            | Franco Borgo              |
|          | Democrazia Cristiana                            | Francesco Guidolin        |
|          | Democrazia Cristiana                            | Luigi Rigon               |
|          | Democrazia Cristiana                            | Giuseppe Sbalchiero       |
|          | Democrazia Cristiana                            | Giovanni Bottecchia       |
|          | Democrazia Cristiana                            | Carlo Gramola             |
|          | Partito Comunista Italiano                      | Giampaolo Bassetti        |
|          | Partito Socialista Italiano                     | Sergio Perin              |